# Funes (Navarra)
Funes település Spanyolországban, Navarra autonóm közösségben. Funes Milagro, Villafranca, Marcilla, Peralta és Azagra községekkel határos. Lakosainak száma 2558 fő (2024).

## Népesség
A település népessége az elmúlt években az alábbi módon változott:
| Lakosok száma | 2268 | 2388 | 2396 | 2379 | 2499 | 2488 | 2461 | 2440 | 2455 | 2558 |
|               | 2001 | 2004 | 2006 | 2009 | 2011 | 2014 | 2016 | 2019 | 2021 | 2024 |